# Vydrovo (potok)
Vydrovský potok je potok na Horehroní, v centrální části okresu Brezno. Je to levostranný přítok Čierného Hronu, měří 8,6 km a je tokem IV. řádu. Potok protéká stejnojmennou dolinou, jeho údolím vede jedna z větví Čiernohronské železnice, která je v současnosti zrekonstruována a v provozu po vyústění Obrubovanské doliny.

## Pramen
Pramení ve Veporských vrších, v podcelku Balocké vrchy, na západním svahu Obrubovance (1 020,4 m) v nadmořské výšce cca 880 m n. m.

## Popis toku
V pramenné oblasti se potok esovitě stáčí a směřuje na SSV, přičemž zprava přibírá Frnajsku a zleva Tmavou. Následně se stáčí směrem na severovýchod, zleva přibírá Krivou, zprava přítok ze severozápadního svahu Obrubovance a opět sleva tři přítoky ze severovýchodního svahu Prostředního Grúně (845 m n. m.) a z téže strany významný Podtajchovský potok. Na krátkém úseku pak teče na východ, zprava přibírá další významný přítok, Obrubovanský potok a dále už teče směrem na severovýchod. Zleva přibírá několik krátkých přítoků z jižních svahů Urbanova vrchu (809,1 m), zprava Korytársky potok, přítok z lokality Pažiť a potok zvaný Fľúdričky. Nakonec vtéká do intravilánu obce Čierny Balog, mění směr toku na sever a protéká místní částí Vydrovo, kde se v nadmořské výšce přibližně 538 m n. m. vlévá do Čierného Hronu.